# Pogonosoma walkeri
Pogonosoma walkeri är en tvåvingeart som beskrevs av Daniels 1989. Pogonosoma walkeri ingår i släktet Pogonosoma och familjen rovflugor. Inga underarter finns listade i Catalogue of Life.